# Bradavica
Die Bradavica (deutsch Warze, ungarisch Bibircs, polnisch Staroleśny Szczyt) ist ein viergipfliger, 2476 m n.m. hoher Berg im slowakischen Teil der Hohen Tatra.

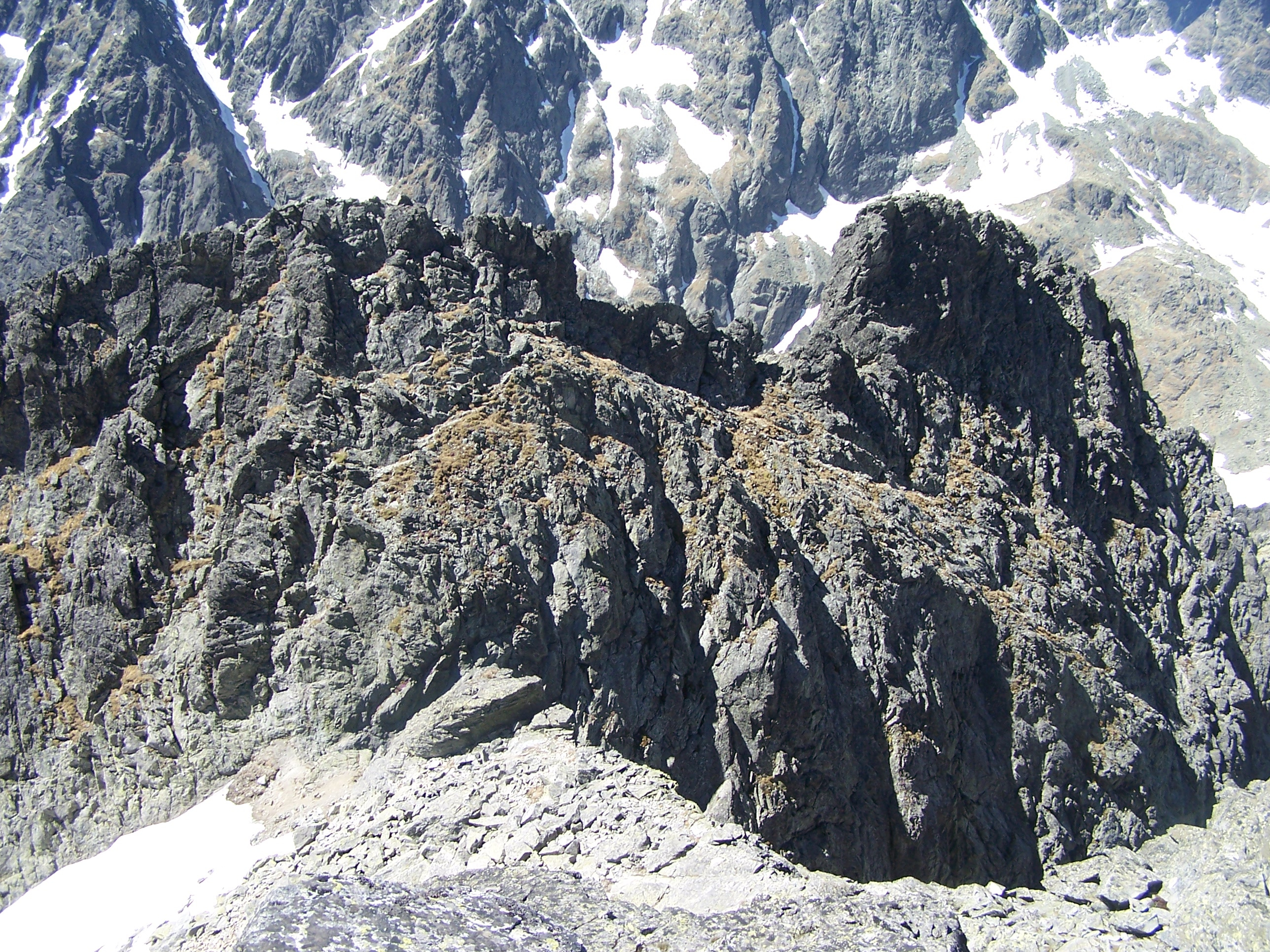
Die Südwest- und Westgipfel, mit dem Bergmassiv von Gerlachovský štít im Hintergrund

Der Berg befindet sich an der Hauptachse des Seitengrats des Slavkovský štít (Schlagendorfer Spitze) und ist dessen höchste Erhebung. Als Knoten liegt der Berg am Beginn des südwärts verlaufenden Seitengrats Velické granáty. Dadurch erhebt sich die Bradavica über drei Täler: im Norden grenzt der Berg an das Tal Veľká Studená dolina, im Südosten geht es zum Tal Slavkovská dolina, im Südwesten fällt der Berg ins Tal Velická dolina ab.
Der Name im deutschen, slowakischen und ungarischen weist auf die Gestalt des Bergs mit vier „Warzen“ hin, im polnischen (Staroleśny Szczyt oder kurz Staroleśna) ist der Name hingegen vom polnischen Namen für das Tal Veľká Studená dolina, Dolina Staroleśna und somit indirekt vom Ortsnamen Stará Lesná (deutsch Altwalddorf) abgeleitet worden. Die slowakischen Varianten des polnischen Namens, wie Starolesný štít, Starolesniansky štít oder Starolesňanský štít, kursierten insbesondere kurz nach dem Ersten Weltkrieg. In der Skizze der Hohen Tatra von Georg Buchholz d. J. aus dem Jahr 1717 erscheint der Berg unter der Sammelbezeichnung Mons Kastenberg seu Turres. Das Bergmassiv trug in der Vergangenheit in der Nomenklatur des slowakischen Volkes den Namen Vysoká (die Hohe [Spitze]), der allerdings im Zeitraum 1875–1880 außer Gebrauch fiel.
Die Bradavica hat vier Gipfel, die im slowakischen durch relative Lage als West-, Südwest-, Nordost- und Ostgipfel differenziert werden, wobei der Nordostgipfel als Hauptgipfel gilt. Das Plateau zwischen den einzelnen Gipfeln heißt Sedlo Bradavíc (Warze-Gipfelscharte). Im deutschen, polnischen und ungarischen tragen die jeweiligen Gipfel andere Namen:
- W-Gipfel: Müllerturm (deutsch), Müllertorony (ungarisch) nach dem deutschen Bergsteiger Johannes Müller (1852–1932) aus Breslau, der am 17. Juli 1896 diesen Gipfel mit einer Gruppe zum ersten Mal bestieg, im polnischen heißt dieser Gipfel Pawłowa Turnia nach dem slowakischen Bergführer Pavol Čižák, dem Teilnehmer an der Müllers Besteigung
- SW-Gipfel: Habelturm (deutsch), Habeltorony (ungarisch) nach dem deutschen Gymnasiallehrer Paul Habel (1846–1937) aus Breslau, der ebenfalls an der Besteigung im Jahr 1896 teilgenommen und auch den O-Gipfel bestiegen hat, im polnischen erhielt dieser Gipfel hingegen den Namen Kwietnikowa Turnia nach der Grasfläche Kvetnica im Tal Velická dolina, eventuell auch der Scharte Kvetnicové sedlo (Blumengartenscharte)
- NO-Gipfel: Gömöryturm (deutsch), Gömörytorony (ungarisch) nach Oliver Gömöry, der zusammen mit dem Bergführer P. Kirner irrtümlich annahm, dass er die Erstbesteigung am 12. August 1890 durchgeführt hat, tatsächlich jedoch auf einem der Felstürme im Bergmassiv Granátové veže (Granatenwandtürme) stand, im polnischen ist dieser Gipfel als Klimkowa Turnia nach dem bekannten polnischen Bergführer Klemens Bachleda, der am 14. August 1892 zusammen mit einer Bergsteigergruppe zum ersten Mal den Berg bezwungen hat
- O-Gipfel: Hackerturm (deutsch), Hackertorony (ungarisch) nach dem deutschen Bergsteiger Aemilius Hacker, der in der erst dritten Besteigung den SW-Gipfel des Bergs am 11. Juli 1896 alleine erreichte, im polnischen trägt der Gipfel den Namen Tajbrowa Turnia nach dem polnischen Bergführer Jan Bachleda Tajber, einem Teilnehmer der Erstbesteigung im Jahr 1892

Während die deutschen und ungarischen Namen schon im späten 19. Jahrhundert entstanden sind, kamen die polnischen erst später auf, nach der kritischen Auswertung der Besteigungsangaben, wie in den Werken des polnischen Historikers Witold Henryk Paryski aus dem Jahr 1967. In diesem Zusammenhang ist es zu bemerken, dass die vier in den deutschen Namen erwähnten Bergsteiger die Besteigungen anderer herunterspielten, wie z. B. in der Zeitung Zipser Bote, und beharrten auf seinen eigenen Besteigungen als die wichtigste für die Geschichte des Bergs.
Der Berg liegt abseits der touristischen Wanderwege und ist somit offiziell nur für Mitglieder alpiner Vereine oder mit einem Bergführer erreichbar. Die häufigsten Anstiegswege beginnen beim Berghotel Sliezsky dom und führen entweder durch den Felsturm Rohatá veža (Granatenwandspitze) oder durch die Scharte Zvodná lávka (Weszter-Scharte). Auch ein Kammweg vom Berg Východná Vysoká heraus ist möglich.